# Георги Илиев (футболист)
Вижте пояснителната страница за други личности с името Георги Илиев.
Георги Илиев Русев е бивш български футболист, полузащитник. Легенда на Черно море (Варна) и дългогодишен капитан на „моряците“. Той е футболистът с най-много изиграни мачове в А футболна група – 461. С Локомотив (Пловдив) е Шампион на България за сезон 2003/04 и носител на Суперкупата на България за 2004, с ЦСКА (София) също е Шампион за сезон 2007/08, носител на Купата на България за 2005/06 и Суперкупата на България за 2006.

## Състезателна кариера
Роден на 5 септември 1981 г. във Варна, Илиев започва да тренира футбол в ранна детска възраст в школата на местния Черно море. Минава през всички възрастови формации на „моряците“. През февруари 2000 г. е преотстъпен на Светкавица (Търговище), където официално дебютира в професионалния футбол. До края на сезон 1999/2000 записва 5 мача в Б група.
През лятото на 2000 г. се завръща в Черно море и е взет в първия отбор от тогавашния наставник Божил Колев. Дебютира в А група на 14 октомври 2000 г. при загуба с 0:1 като гост на Ботев (Пловдив). Само седмица по-късно, на 21 октомври, бележи първия си гол при победа с 3:2 над Литекс (Ловеч) на стадион „Тича“. Илиев много бързо се утвърждава като основен футболист на Черно море и до края на сезон 2000/01 изиграва общо 18 мача с 2 гола. В началото на своята кариера той е използван предимно като външен полузащитник.
След 3 сезона в родния си клуб, през лятото на 2003 г. Илиев преминава в Локомотив (Пловдив). Превръща се в основна единица на отбора, воден от Едуард Ераносян, който през сезон 2003/04 за първи път в своята история става шампион на България. За Локомотив халфът изиграва общо 67 мача в А група, в които бележи 8 гола. На 29 септември 2005 г. той бележи първи гол в евротурнирите в своята кариера при домакинска загуба на пловдивчани с 1:2 от английския Болтън Уондърърс в турнира Купата на УЕФА.
През декември 2005 г. Илиев е привлечен в ЦСКА (София) заедно с още трима играчи от Локомотив – Кирил Котев, Александър Тунчев и Даниел Георгиев. В началото на престоя му там, традиционната му позиция е променена и той заиграва като вътрешен полузащитник. С „армейците“ става шампион на България през 2008 г., носител на купата през 2006 г. и на Суперкупата през 2006 г.
На 30 май 2008 г. Илиев се завръща в родния си клуб Черно море, като подписва договор за 2 години. На 2 октомври 2008 г. реализира попадение на стадион Мерцедес-Бенц-Арена в мач от Купата на УЕФА срещу немския Щутгарт, който завършва 2:2. През есента на 2009 г., след гласуване между футболистите, Илиев сменя Александър Александров-Кривия като капитан на Черно море. През следващите 4 години той е най-изявеният лидер на „моряците“. Превръща се в символ на варненския клуб и абсолютен любимец на местните привърженици. На 18 април 2012 г., Илиев реализира за първи път хеттрик при победа със 7:1 над Калиакра (Каварна). Сезон 2011/12 е най-резултатния в кариерата му, като по време на него полузащитникът бележи 10 гола.
На 6 януари 2014 г. Илиев за първи път в своята кариера преминава в чужд клуб. Той е продаден на китайския втородивизионен Шъдзяджуан Юнчан за сумата от 100 000 евро. През първия си сезон в Китай халфът става голмайстор на отбора с 9 попадения в 26 мача, а Шъдзяджуан Юнчан за първи път в своята история печели промоция за Китайската Суперлига.
На 28 юни 2019 г. се завръща в Локомотив (Пловдив) като подписва договор за шест месеца. На 29 октомври 2019 г. Георги Илиев изиграва 455-ия си двубой в А група, с което става футболистът с най-много изиграни мачове в историята на българския елит. На 15 декември 2019 г. Илиев изиграва последния си 461-ви двубой в А група като извежда с капитанската лента черно-белите срещу Левски (София).

## Кариера в националния тим
Георги Илиев е извикан за първи път в националния отбор през есента на 2004 г., когато селекционер е Христо Стоичков. Дебютира за България на 29 ноември 2004 г. в контролен мач срещу Египет. Бележи първи гол с националната фланелка на 7 септември 2005 г. при победа с 3:2 над Исландия в квалификация за Световното първенство по футбол през 2006. Впоследствие минават 5 години, преди Илиев да стане отново част от националния отбор през 2012 г. На 4 юни 2013 г. се разписва за втори път за „трикольорите“ в контрола срещу Казахстан в Алмати.

## Успехи
Локомотив (Пловдив)
- Шампион на България (1 път) – 2003/04
- Суперкупа на България (1 път) – 2004
- Купа на България (1 път) - 2019/2020
- Бронзов медалист (1 път) – 2004/05

ЦСКА (София)
- Шампион на България (1 път) – 2007/08
- Купа на България (1 път) – 2005/06
- Суперкупа на България (1 път) – 2006

Индивидуални постижения
- Играчът с най-много мачове в историята на А група – 461

## Статистика по сезони
Към 25 февруари 2015 г.
| Клуб             | Сезон   | Първенство | Първенство | Купа   | Купа   | Евротурнири | Евротурнири | Общо   | Общо   |
| Клуб             | Сезон   | Мачове     | Голове     | Мачове | Голове | Мачове      | Голове      | Мачове | Голове |
| ---------------- | ------- | ---------- | ---------- | ------ | ------ | ----------- | ----------- | ------ | ------ |
| Черно море       | 2000/01 | 18         | 2          | 3      | 2      | –           | –           | 21     | 4      |
| Черно море       | 2001/02 | 36         | 8          | 2      | 0      | –           | –           | 38     | 8      |
| Черно море       | 2002/03 | 18         | 3          | 1      | 0      | –           | –           | 19     | 3      |
| Локомотив (Пд)   | 2003/04 | 27         | 1          | 5      | 0      | –           | –           | 32     | 1      |
| Локомотив (Пд)   | 2004/05 | 27         | 5          | 4      | 0      | 2           | 0           | 33     | 5      |
| Локомотив (Пд)   | 2005/06 | 13         | 2          | 1      | 0      | 3           | 1           | 17     | 3      |
| ЦСКА             | 2005/06 | 12         | 0          | 2      | 0      | –           | –           | 14     | 0      |
| ЦСКА             | 2006/07 | 28         | 2          | 3      | 0      | 5           | 0           | 36     | 2      |
| ЦСКА             | 2007/08 | 16         | 1          | 0      | 0      | 0           | 0           | 16     | 1      |
| Черно море       | 2008/09 | 20         | 3          | 1      | 0      | 5           | 1           | 26     | 4      |
| Черно море       | 2009/10 | 16         | 4          | 2      | 2      | 4           | 0           | 22     | 6      |
| Черно море       | 2010/11 | 26         | 9          | 2      | 0      | –           | –           | 28     | 9      |
| Черно море       | 2011/12 | 28         | 10         | 1      | 0      | –           | –           | 29     | 10     |
| Черно море       | 2012/13 | 29         | 7          | 2      | 0      | –           | –           | 31     | 7      |
| Черно море       | 2013/14 | 16         | 2          | 2      | 0      | –           | –           | 18     | 2      |
| Шъдзяджуан Юнчан | 2014    | 26         | 10         | 0      | 0      | –           | –           | 26     | 10     |
| Шъдзяджуан Юнчан | 2015    | 11         | 3          | 0      | 0      | –           | –           | 11     | 3      |
| Черно море       | 2015/16 | 14         | 4          | 0      | 0      | –           | –           | 14     | 4      |
| Черно море       | 2016/17 | 30         | 3          | 2      | 0      | –           | –           | 32     | 3      |
| Черно море       | 2017/18 | 20         | 3          | 0      | 0      | –           | –           | 20     | 3      |
| Общо             |         | 431        | 82         | 33     | 4      | 19          | 2           | 483    | 88     |